# Gaza (band)
Gaza was een Amerikaanse grindcore-band uit Salt Lake City, Utah, opgericht in 2004. Ze tekenden bij Black Market Activities en brachten een ep en drie volledige albums uit. Ze staan bekend om hun complexe en zware klank, maar ook om hun uitgesproken antireligieuze en politieke opvattingen.

## Bezetting
Laatste bezetting
- Jon Parkin (basgitaar, 2004; zang, 2004–2013)
- Michael Mason (gitaar, 2004–2013)
- Casey Hansen (drums, 2004–2013)
- Anthony Lucero (basgitaar, 2006–2013)

Voormalige leden
- Dustin Dransfield (zang, 2004)
- Dreu Hudson (zang, 2004)
- Matt Nanes (basgitaar, 2004–2005)
- Chris Clement (basgitaar, 2004, 2005–2006)
- Luke Sorenson (gitaar, 2004–2009)

## Geschiedenis
De band werd opgericht in Salt Lake City, met de intentie om een indierockband te worden, maar volgens frontman Jon Parkin 'duurde dat ongeveer een halve training'. De oorspronkelijke bezetting bestond uit Casey Hansen op drums, Parkin op bas en Michael Mason en Luke Sorenson op gitaar. Met deze bezetting speelden ze hun eerste twee shows met verschillende vocalisten - eerst met Dustin Dransfield en vervolgens met Dreu Hudson. Na hun vertrek schakelde Parkin over op zang en werd bassist Chris Clement toegevoegd. Met deze bezetting nam de band in 2004 hun debuut ep East op, die werd gedistribueerd door Exigent Records.
In 2006 tekende de band bij Black Market Activities, waarbij ze I Don't Care Where I Go When I Die, He Is Never Coming Back en No Absolutes in Human Suffering hebben uitgebracht. Na het uitbrengen van He Is Never Coming Back verliet Sorenson de band en liet ze achter als een vierkoppige groep. Na een beschuldiging van aanranding, waarbij Jon Parkin betrokken was, kondigde de band in maart 2013 aan dat ze zouden ontbinden. In mei 2013 startten Michael Mason, Casey Hansen en Anthony Lucero de nieuwe band Cult Leader.

## Discografie
- 2004: East (ep)
- 2006: I Don't Care Where I Go When I Die
- 2009: He Is Never Coming Back
- 2012: No Absolutes in Human Suffering